# Alex Lambert
Alexander Don "Alex" Lambert, född 10 december 1990, är en amerikansk sångare och låtskrivare från North Richland Hills i Texas. Han deltog i den nionde säsongen av American Idol och var även med i Simon Fullers webbaserade realityshow If I Can Dream.

## Bakgrund
Lambert är född och uppväxt i North Richland Hills i Texas. Han är son till Harold Lambert och Gwen Henderson-Lambert[källa behövs] och har sex syskon.
Lambert gick på Richland High School, där han spelade amerikansk fotboll.
Lambert började sjunga och spela gitarr när han var nio år. När han fyllt sexton började han ta musiken på större allvar och skriva låtar. Enligt Lambert var hans morfar (countrymusiker som bl.a. jobbat med Conway Twitty och Willie Nelson) den som inspirerat honom mest. Lambert är helt självlärd, både på sång och gitarr, och hade innan American Idol endast uppträtt inför familj och vänner med sitt band, Hands That Hurt.
Lamberts musikaliska influenser inkluderar The Beatles, Elvis Presley, Stevie Ray Vaughan, Bob Marley, James Morrison, John Mayer, och John Legend.

## American Idol
Efter påtryckningar från sin mamma gick Lambert på audition för den nionde säsongen av American Idol den 25 augusti 2009, i Dallas i Texas. Han fick en s.k. "guldbiljett" och tog sig till Hollywood Week.
Under Hollywood Week sjöng Lambert "Sunday Morning" av Maroon 5 under första rundan, "Dreams" av Fleetwood Mac i gruppomgången med Mary Powers, Hope Johnson, Erynne Hundley, och Margo May, samt "I'm Yours" av Jason Mraz som sista låt. Trots att Lamberts grupp, The Dreamers, inte genomförde det bästa framförandet så tyckte juryn om hans ukulele-tolkning av "I'm Yours", och han säkrade en plats bland de 24 bästa i tävlingen.
När det var dags för kval sjöng Lambert "Wonderful World" av James Morrison. Hans framträdande beskrevs på grund av nervositet som "obekvämt" av Simon Cowell, men samtliga jurymedlemmar gav komplimanger för hans röst och ton. Lambert avancerade till de 20 bästa. Veckan efter sjöng Lambert "Everybody Knows" av John Legend, vilket hyllades av juryn. Lambert fick lämna tävlingen efter att han framfört "Trouble" av Ray LaMontagne under den sista kvalveckan. Hans eliminering har senare kallats en av de mest chockerande i tv-seriens historia. LA Times har rankat Lambert på 57:e plats i sin lista över de 120 bästa deltagarna i American Idol, från säsong 1 till 9.

### Framträdanden
| Vecka           | Tema                   | Låt               | Originalartist | Startnummer | Resultat   |
| --------------- | ---------------------- | ----------------- | -------------- | ----------- | ---------- |
| Audition        | Fritt val              | "Golden Train"    | Justin Nozuka  | -           | Avancerade |
| Hollywood       | Första solot           | "Sunday Morning"  | Maroon 5       | -           | Avancerade |
| Hollywood       | Gruppomgång            | "Dreams"          | Fleetwood Mac  | -           | Avancerade |
| Hollywood       | Andra solot            | "I'm Yours"       | Jason Mraz     | -           | Avancerade |
| Top 24 (12 män) | Billboard Hot 100 Hits | "Wonderful World" | James Morrison | 10          | Vidare     |
| Top 20 (10 män) | Billboard Hot 100 Hits | "Everybody Knows" | John Legend    | 4           | Vidare     |
| Top 16 (8 män)  | Billboard Hot 100 Hits | "Trouble"         | Ray LaMontagne | 2           | Utröstad   |

## EfterIdol
Efter att Lambert lämnat American Idol bjöds han in till The Ellen DeGeneres Show, där han pratade om sin Idol-upplevelse och sjöng Marios Let Me Love You - den låt han egentligen hade tänkt uppträda med under den sista kvalveckan. Bakom kulisserna filmades Lambert när han sjöng "Butterflies, en låt han skrivit dagen efter att han eliminerats. Han besökte även Good Day Texas och sjöng ännu en egenskriven låt: "I Been Workin'".
Lamberts uttåg upprörde många, och rörde om rejält i grytan, främst tack vare supportern Jessica Bongiorno som skapade en namninsamling online. Namninsamlingen krävde att American Idol skulle ta tillbaka Lambert, och skrevs under av över 19 000 personer, däribland kändisar som Demi Moore. Det enorma stödet fångade 19 Entertainments Simon Fullers (skaparen av Idol och nya serien  If I Can Dream) uppmärksamhet.. Under 2012 offentliggjordes det att finalisten i den amerikanske versionen av The X Factor Chris Renes nya singel skulle bli "Trouble", som är skriven av Alex Lambert och Mike Busbee.